# Circondario di Lanusei
Il circondario di Lanusei era uno dei circondari in cui era suddivisa la provincia di Cagliari.

## Storia
In seguito all'annessione della Lombardia dal Regno Lombardo-Veneto al Regno di Sardegna (1859), fu emanato il decreto Rattazzi, che riorganizzava la struttura amministrativa del Regno, suddiviso in province, a loro volta suddivise in circondari e mandamenti. Il circondario di Lanusei fu creato come suddivisione della provincia di Cagliari.
Il circondario di Lanusei fu abolito, come tutti i circondari italiani, nel 1927, nell'ambito della riorganizzazione della struttura statale voluta dal regime fascista. Il territorio circondariale divenne parte della nuova provincia di Nuoro.

## Suddivisione
Nel 1863, la composizione del circondario era la seguente:
- mandamento I di Aritzo
  - comuni di Aritzo; Belvì; Gadoni; Meana Sardo
- mandamento II di Iersu
  - comuni di Gairo; Iersu; Osini; Perdas de Fogu; Tertenia; Ulassai
- mandamento III di Isili
  - comuni di Escolca; Gergei; Isili; Serri
- mandamento IV di Laconi
  - comuni di Genoni; Laconi; Nuragus; Nurallao
- mandamento V di Lanusei
  - comuni di Arzana; Elini; Ilbono; Lanusei; Loceri; Villagrande Strisaili
- mandamento VI di Nurri
  - comuni di Nurri; Orroli; Villanova Tulo
- mandamento VII di Seui
  - comuni di Escalaplanu; Esterzili; Sadali; Seui; Seulo; Ussassai
- mandamento VIII di Sorgono
  - comuni di Atzara; Ortueri; Sorgono
- mandamento IX di Tonara
  - comuni di Austis; Desulo; Teti; Tiana; Tonara
- mandamento X di Tortolì
  - comuni di Bari Sardo; Baunei; Girasol; Lozzorai; Talana; Tortolì; Triei; Ursulei